# Episodi di Cold Squad - Squadra casi archiviati (terza stagione)
La terza stagione della serie televisiva Cold Squad - Squadra casi archiviati è stata trasmessa in anteprima in Canada dalla CTV tra il 22 ottobre 1999 e il 29 gennaio 2000.
| nº | Titolo originale               | Titolo italiano | Prima TV Canada  | Prima TV Italia |
| -- | ------------------------------ | --------------- | ---------------- | --------------- |
| 1  | Deadly Games (Part 1)          |                 | 22 ottobre 1999  |                 |
| 2  | Deadly Games (Part 2)          |                 | 29 ottobre 1999  |                 |
| 3  | First Deadly Sin               |                 | 5 novembre 1999  |                 |
| 4  | The Naked and the Dead         |                 | 12 novembre 1999 |                 |
| 5  | Deadbeat Walking               |                 | 19 novembre 1999 |                 |
| 6  | Death, Lies and Videotape      |                 | 26 novembre 1999 |                 |
| 7  | Death, a Love Story            |                 | 3 dicembre 1999  |                 |
| 8  | Pretty Fly for a Dead Guy      |                 | 10 dicembre 1999 |                 |
| 9  | Dead End                       |                 | 17 dicembre 1999 |                 |
| 10 | Life after Death               |                 | 8 gennaio 2000   |                 |
| 11 | The Good, the Bad and the Dead |                 | 15 gennaio 2000  |                 |
| 12 | Death by Intent (Part 1)       |                 | 22 gennaio 2000  |                 |
| 13 | Death by Intent (Part 2)       |                 | 29 gennaio 2000  |                 |